# Antonín Mühl
Antonín Mühl (23. května 1856, Lázně Bělohrad – 9. června 1905, Nová Paka) byl český malíř, absolvent Akademie výtvarných umění ve Vídni. Se svým synem Josefem, kterého sám vyučil, provozoval ateliér "Antonín a Josef Mühl" v Nové Pace v dnešní Mikulášské ulici, ve kterém se mimo jiné vyučili Jan Mádle nebo Otakar Číla. Byl především autorem obrazů a fresek s náboženskou tematikou pro kostely a kláštery hlavně v Čechách, na Moravě a v Rakousku, přičemž ve známost se dostal díky kladnému ohlasu na svou malířskou výzdobu kostela sv. Anny v Radiměři u Svitav. Mezi jeho významné realizace na českém území patří křížové cesty a další obrazy a fresky v kostele Paulánského kláštera v Nové Pace, na Svaté Hoře u Příbrami a na Hoře Matky Boží v Králíkách. Za zmínku stojí oltářní obraz Panny Marie ve farním kostele Nanebevzetí Panny Marie ve Veltrubech u Kolína, výzdoba poutního kostela ve Vambeřicích (Polsko), oltářní obraz v kostele Všech svatých v Lázních Bělohrad nebo oltářní obraz v kostele sv. Havla v Sulkovci. Antonín Mühl neoplýval jen výtvarným nadáním, byl i schopným obchodníkem. Jeho malířská dílna dokázala uspokojit zakázky na náboženské ikony do Ruska, církevní prapory do Tyrolska nebo zátiší a krajinky odpovídající soudobému měšťanskému vkusu. Za svůj život vytvořil stovky prací vyznačujících se jemnou harmonií barev, klidem a nezaměnitelnou líbezností a svou českou poetikou výrazně poznamenal náboženské umění v Rakousko - Uhersku ve 2. polovině 19. století. 